# 2025年世界柔道锦标赛
2025年世界柔道锦标赛是第25届男女合并举办的世界柔道锦标赛，于2025年6月13日至20日在匈牙利布达佩斯保普·拉斯洛布达佩斯体育馆进行。国际柔道联合会在2024年5月进行的阿布扎比世锦赛结束后宣布布达佩斯将举办2025年赛事，这是布达佩斯历史上第三次主办世界柔道锦标赛。
针对参与乌克兰入侵行动的俄罗斯和白俄罗斯，国际柔道联合会允许俄罗斯运动员以“国际柔道联合会”名义及旗帜参赛，并允许白俄罗斯运动员以国家名义参赛。乌克兰方面对此表示不满，决定退出此次世锦赛。国际柔道联合会此举不符2023年3月国际奥林匹克委员会针对俄白运动员参赛问题向各国际单项体育组织提出的建议，对此国际奥委会尚未做出回应。

## 赛程
以下是该届比赛的赛程安排，所有时间均为欧洲中部夏令时间（UTC+2）：
| 比赛日 | 日期    | 项目          | 项目         | 预赛  | 决赛  |
| 比赛日 | 日期    | 男子          | 女子         | 预赛  | 决赛  |
| ------ | ------- | ------------- | ------------ | ----- | ----- |
| 1      | 6月13日 | 60公斤级      | 48公斤级     | 11:30 | 18:00 |
| 2      | 6月14日 | 66公斤级      | 52公斤级     | 11:00 | 18:00 |
| 3      | 6月15日 | 73公斤级      | 57公斤级     | 11:30 | 18:00 |
| 4      | 6月16日 | 81公斤级      | 63公斤级     | 11:00 | 18:00 |
| 5      | 6月17日 | 90公斤级      | 70公斤级     | 11:00 | 18:00 |
| 6      | 6月18日 | 100公斤级     | 78公斤级     | 11:30 | 18:00 |
| 7      | 6月19日 | 100公斤以上级 | 78公斤以上级 | 12:00 | 18:00 |
| 8      | 6月20日 | 混合团体      | 混合团体     |       | 18:00 |

## 奖牌榜
*   主办国家/地区（匈牙利）
| 排名                      | 国家 / 地区               | 金牌 | 銀牌 | 銅牌 | 总计 |
| ------------------------- | ------------------------- | ---- | ---- | ---- | ---- |
| 1                         | 日本（JPN）               | 6    | 4    | 5    | 15   |
| 2                         | 国际柔道联合会（IJF）     | 3    | 0    | 2    | 5    |
| 3                         | （GEO）                   | 2    | 2    | 1    | 5    |
| 4                         | 義大利（ITA）             | 2    | 0    | 0    | 2    |
| 5                         | （KOR）                   | 1    | 1    | 3    | 5    |
| 6                         | 法國（FRA）               | 1    | 1    | 2    | 4    |
| 7                         | 德国（GER）               | 0    | 1    | 3    | 4    |
| 8                         | （TJK）                   | 0    | 1    | 2    | 3    |
| 9                         | 巴西（BRA）               | 0    | 1    | 1    | 2    |
| 9                         | 科索沃（KOS）             | 0    | 1    | 1    | 2    |
| 11                        | 加拿大（CAN）             | 0    | 1    | 0    | 1    |
| 11                        | （CRO）                   | 0    | 1    | 0    | 1    |
| 11                        | （KAZ）                   | 0    | 1    | 0    | 1    |
| 14                        | （AZE）                   | 0    | 0    | 3    | 3    |
| 15                        | 蒙古国（MGL）             | 0    | 0    | 2    | 2    |
| 16                        | 西班牙（ESP）             | 0    | 0    | 1    | 1    |
| 16                        | 匈牙利（HUN）*            | 0    | 0    | 1    | 1    |
| 16                        | 荷蘭（NED）               | 0    | 0    | 1    | 1    |
| 16                        | 葡萄牙（POR）             | 0    | 0    | 1    | 1    |
| 16                        | 阿联酋（UAE）             | 0    | 0    | 1    | 1    |
| 总计（共20个国家 / 地区） | 总计（共20个国家 / 地区） | 15   | 15   | 30   | 60   |

## 奖牌得主

### 男子
| 项目          | 金牌                                       | 银牌                                  | 铜牌                                              |
| 60公斤级      | 永山龍樹 · 日本（JPN）                     | Romain Valadier-Picard · 法國（FRA）  | Kazirbiekiin Yolk · 蒙古（MGL）                   |
| 60公斤级      | 永山龍樹 · 日本（JPN）                     | Romain Valadier-Picard · 法國（FRA）  | Ayub Bliev · 国际柔道联合会（IJF）                |
| 66公斤级      | 武冈毅 · 日本（JPN）                       | Nurali Emomali · 塔吉克（TJK）        | 阿部一二三 · 日本（JPN）                          |
| 66公斤级      | 武冈毅 · 日本（JPN）                       | Nurali Emomali · 塔吉克（TJK）        | Obid Dzhebov · 塔吉克（TJK）                      |
| 73公斤级      | 若昂-邦雅曼·加巴 · 法國（FRA）             | 丹尼爾·卡格連 · 巴西（BRA）           | Makhmadbek Makhmadbekov · 阿拉伯联合酋长国（UAE） |
| 73公斤级      | 若昂-邦雅曼·加巴 · 法國（FRA）             | 丹尼爾·卡格連 · 巴西（BRA）           | 石原树 · 日本（JPN）                              |
| 81公斤级      | Timur Arbuzov · 国际柔道联合会（IJF）      | 塔托·格里加拉什维利 · 格鲁吉亚（GEO） | Zelim Tckaev · 阿塞拜疆（AZE）                    |
| 81公斤级      | Timur Arbuzov · 国际柔道联合会（IJF）      | 塔托·格里加拉什维利 · 格鲁吉亚（GEO） | 李俊奂 · 韩国（KOR）                              |
| 90公斤级      | 村尾三四郎 · 日本（JPN）                   | 田嶋剛希 · 日本（JPN）                | Eljan Hajiyev · 阿塞拜疆（AZE）                   |
| 90公斤级      | 村尾三四郎 · 日本（JPN）                   | 田嶋剛希 · 日本（JPN）                | Luka Maisuradze · 格鲁吉亚（GEO）                 |
| 100公斤级     | Matvey Kanikovskiy · 国际柔道联合会（IJF） | 新井道大 · 日本（JPN）                | 泽利姆·科佐耶夫 · 阿塞拜疆（AZE）                 |
| 100公斤级     | Matvey Kanikovskiy · 国际柔道联合会（IJF） | 新井道大 · 日本（JPN）                | Arman Adamian · 国际柔道联合会（IJF）             |
| 100公斤以上级 | 伊纳尔·塔索耶夫 · 国际柔道联合会（IJF）    | 古拉姆·圖希什維利 · 格鲁吉亚（GEO）   | 捷穆尔·拉希莫夫 · 塔吉克（TJK）                   |
| 100公斤以上级 | 伊纳尔·塔索耶夫 · 国际柔道联合会（IJF）    | 古拉姆·圖希什維利 · 格鲁吉亚（GEO）   | 金民宗 · 韩国（KOR）                              |

### 女子
| 项目         | 金牌                                    | 银牌                                    | 铜牌                                    |
| 48公斤级     | 阿孙塔·斯库托 · 義大利（ITA）           | 阿比芭·阿布扎基诺娃 · 哈萨克斯坦（KAZ） | Laura Martínez Abelenda · 西班牙（ESP） |
| 48公斤级     | 阿孙塔·斯库托 · 義大利（ITA）           | 阿比芭·阿布扎基诺娃 · 哈萨克斯坦（KAZ） | 古贺若菜 · 日本（JPN）                  |
| 52公斤级     | 阿部诗 · 日本（JPN）                    | 迪絲特麗亞·克拉斯尼奇 · 科索沃（KOS）   | Róza Gyertyás · 匈牙利（HUN）           |
| 52公斤级     | 阿部诗 · 日本（JPN）                    | 迪絲特麗亞·克拉斯尼奇 · 科索沃（KOS）   | 玛莎·巴尔豪斯 · 德国（GER）             |
| 57公斤级     | 埃特丽·利帕尔捷利阿尼 · 格鲁吉亚（GEO） | 玉置桃 · 日本（JPN）                    | Shirlen Nascimento · 巴西（BRA）        |
| 57公斤级     | 埃特丽·利帕尔捷利阿尼 · 格鲁吉亚（GEO） | 玉置桃 · 日本（JPN）                    | 莎拉-萊昂妮·西西克 · 法國（FRA）        |
| 63公斤级     | 嘉重春樺 · 日本（JPN）                  | 卡特琳·博舍曼-皮纳尔 · 加拿大（CAN）    | Boldyn Gankhaich · 蒙古（MGL）          |
| 63公斤级     | 嘉重春樺 · 日本（JPN）                  | 卡特琳·博舍曼-皮纳尔 · 加拿大（CAN）    | 劳拉·法兹柳 · 科索沃（KOS）             |
| 70公斤级     | 田中志步 · 日本（JPN）                  | Lara Cvjetko · 克罗地亚（CRO）          | 桑内·范戴克 · 荷兰（NED）               |
| 70公斤级     | 田中志步 · 日本（JPN）                  | Lara Cvjetko · 克罗地亚（CRO）          | 米丽娅姆·布特克赖特 · 德国（GER）       |
| 78公斤级     | 艾丽斯·贝兰迪 · 義大利（ITA）           | Anna Monta Olek · 德国（GER）           | 池田紅 · 日本（JPN）                    |
| 78公斤级     | 艾丽斯·贝兰迪 · 義大利（ITA）           | Anna Monta Olek · 德国（GER）           | 帕特丽夏·桑帕约 · 葡萄牙（POR）         |
| 78公斤以上级 | 金荷伦 · 韩国（KOR）                    | 新井万央 · 日本（JPN）                  | Lee Hyeon-ji · 韩国（KOR）              |
| 78公斤以上级 | 金荷伦 · 韩国（KOR）                    | 新井万央 · 日本（JPN）                  | 羅曼·迪科 · 法國（FRA）                 |

### 混合
| 项目 | 金牌 | 银牌 | 铜牌 |
| 团体 | （GEO） · Eter Askilashvili · Mikheili Bakhbakhashvili · 拉沙·別卡烏里 · Saba Inaneishvili · 埃特丽·利帕尔捷利阿尼 · Nino Loladze · Luka Maisuradze · Sophio Somkhishvili · Mariam Tchanturia · 古拉姆·圖希什維利 | （KOR） · Bae Dong-hyun · 许美美 · Kim Chann-yeong · 金荷伦 · Kim Jong-hoon · Kim Ju-hee · 金民宗 · Lee Hyeon-ji · 李俊奂 · Lee Seung-yeob · Lee Ye-rang · Shin Chae-won | 德国（GER） · Erik Abramov · 玛莎·巴尔豪斯 · Seija Ballhaus · Alina Böhm · Samira Bouizgarne · 米丽娅姆·布特克赖特 · Timo Cavelius · Losseni Kone · Jano Rübo · 焦万娜·斯科奇马罗 · 愛德華·特里佩爾 · 伊戈尔·万特克 |
| 团体 | （GEO） · Eter Askilashvili · Mikheili Bakhbakhashvili · 拉沙·別卡烏里 · Saba Inaneishvili · 埃特丽·利帕尔捷利阿尼 · Nino Loladze · Luka Maisuradze · Sophio Somkhishvili · Mariam Tchanturia · 古拉姆·圖希什維利 | （KOR） · Bae Dong-hyun · 许美美 · Kim Chann-yeong · 金荷伦 · Kim Jong-hoon · Kim Ju-hee · 金民宗 · Lee Hyeon-ji · 李俊奂 · Lee Seung-yeob · Lee Ye-rang · Shin Chae-won | 日本（JPN） · 新井万央 · 渕田萌生 · 石原树 · 村尾三四郎 · 中野寬太 · 太田彪雅 · 田嶋剛希 · 高桥瑠璃 · 玉置桃 · 田中志步 · 田中裕大 · 寺田宇多菜                                                                     |

## 奖金
该届赛事个人项目总奖金为798,000欧元，团体项目总奖金则为200,000欧元，以下是各奖牌具体奖金分配：
| 奖牌 |         | 个人    | 个人   | 个人    |         | 混合团体 | 混合团体 | 混合团体 |
| 奖牌 | 总计    | 运动员  | 教练   | 总计    | 运动员  | 教练     |          |          |
| 金牌 | €26,000 | €20,800 | €5,200 | €90,000 | €72,000 | €18,000  |          |          |
| 銀牌 | €15,000 | €12,000 | €3,000 | €60,000 | €48,000 | €12,000  |          |          |
| 銅牌 | €8,000  | €6,400  | €1,600 | €25,000 | €20,000 | €5,000   |          |          |